# Skookum
Le Skookum est une race de chat originaire des États-Unis. Ce chat de petite taille est caractérisé par sa robe à poils frisés et ses pattes très courtes, comme celles de bassets.

## Origines
Le Skookum résulte du croisement entre un munchkin et un laperm dans le but d'obtenir un petit chat comme le munchkin mais avec des poils frisés. 
Cela a commencé dans les années 1990 par Roy Galusha et, par la suite, quelques autres éleveurs se sont joints au programme d'élevage. En dehors des États-Unis, on peut trouver quelques éleveurs en Europe, en Nouvelle-Zélande et en Australie.
Diverses associations indépendantes ont reconnu la race comme expérimentale. Les skookums ont le droit d'être exposés mais pas de participer au championnat pour remporter des prix. La TICA a approuvé la reconnaissance de la race mais n'a pas encore statué sur son nom. En effet, elle veut s'assurer qu'ailleurs dans le monde ce nom n'aurait pas une connotation négative. Une seule association australienne, la Waratah National Cat Alliance (WNCA), accepte la race en championnat.

## Standards
Le skookum est un chat bien musclé et d'une ossature moyenne. Les pattes sont très courtes, ce qui fait la particularité de la race. Les postérieures remontent légèrement plus haut que les antérieures. Les pattes sont de taille moyenne et de forme ronde. La taille de la queue est proportionnée au corps, elle est large à la base et s'effile vers l'extrémité. Elle doit être bien fournie en poils.
La tête est arrondie, de taille petite à moyenne mais doit rester proportionnelle au corps. Le dessus du crâne est plat et s'arrondit en descendant vers le nez qui est large et droit et d'une longueur moyenne. Il y a un léger stop à la naissance du nez.
Le museau est fort et arrondi et les pommettes sont rebondies. Les oreilles sont de taille moyenne à grande, arrondies et dans le prolongement de la forme de la tête. Elles doivent être bien fournies en poils et des plumets sont très recherchés chez les sujets à poils mi-longs. Les yeux sont en forme d'amande, grands et expressifs. Toutes les couleurs sont acceptées, sans relation avec la couleur de la robe.
La fourrure est soit courte, soit mi-longue. La fourrure courte doit être légère, ondulée avec des variations dans l'intensité des ondulations, elle est généralement plus grossière que la fourrure mi-longue. Les sujets à poils mi-longs ont une collerette et des poils légers. Le poil peut être ondulé ou bouclé, mais avec une nette préférence pour les boucles. Toutes les couleurs et tous les motifs sont acceptés.
Des croisements avec des chats domestiques à la silhouette semi-foreign sont autorisés.

## Caractère
Le skookum est souvent décrit comme un chat très joueur, affectueux et qui semble toujours être chaton, même une fois adulte. Ces traits de caractère restent toutefois parfaitement individuels et sont avant tout fonction de l'histoire de chaque chat.

### Sources
- (en) Cet article est partiellement ou en totalité issu de l’article de Wikipédia en anglais intitulé « Skookum (cat) » (voir la liste des auteurs).